# 欣泰烏鄉

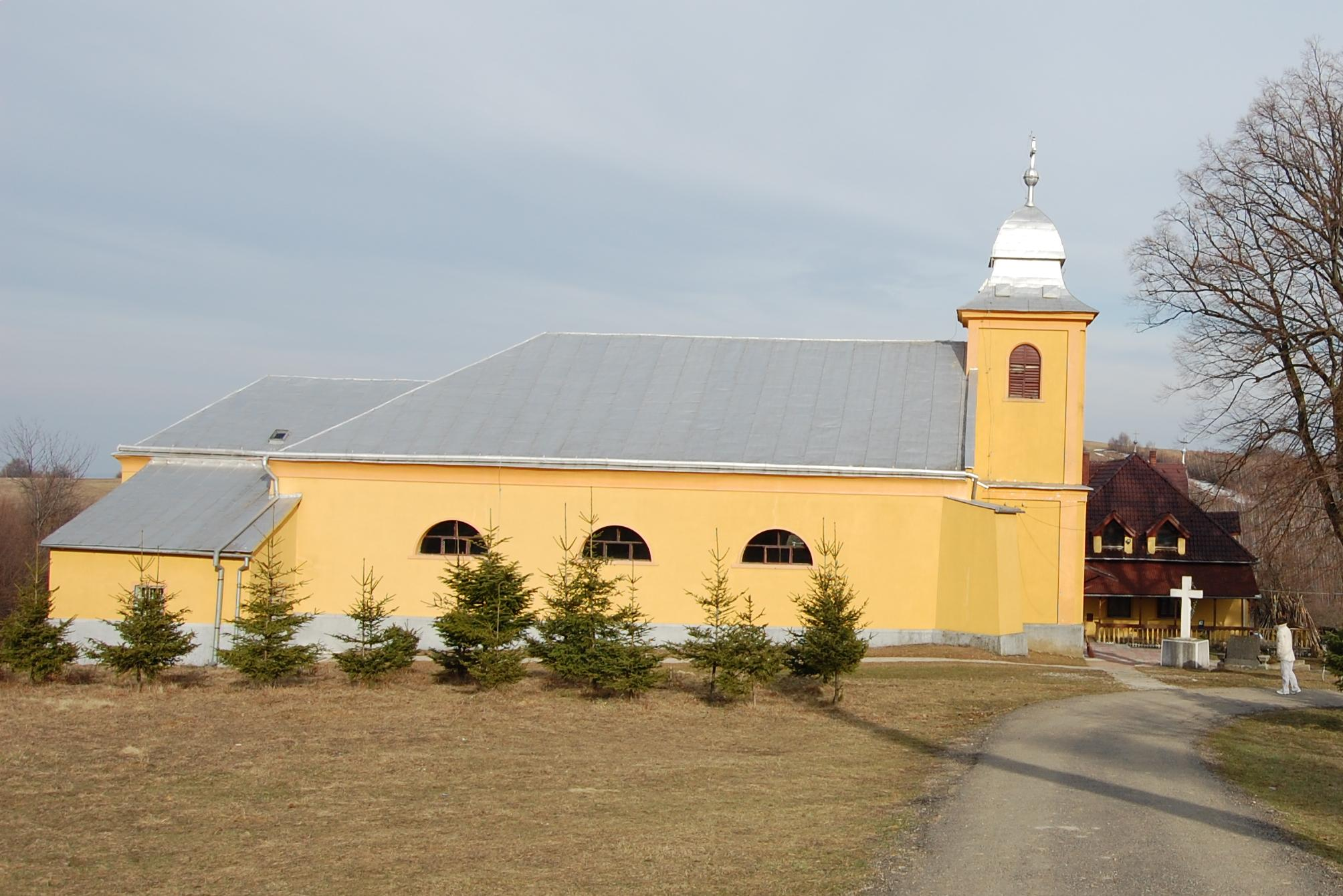

47°09′N 22°29′E / 47.150°N 22.483°E
欣泰烏鄉（羅馬尼亞語：Comuna Șinteu, Bihor），是羅馬尼亞的鄉份，位於該國西北部，由比霍爾縣負責管轄，面積49平方公里，海拔高度620米，2007年人口1,231，人口密度每平方公里25人。